# Movin' On
Movin' On är Lee Hazlewoods sista musikalbum innan hans mer än 13 år långa uppehåll. Skivan släpptes 1977 enbart i Sverige, och kom på CD först 2009. På albumet medverkar bland annat den svenska sångerskan Ann-Kristin Hedmark samt gruppen Rankarna. På skivan finns nyinspelningar av fyra tidigare låtar. "Let's burn down the cornfield" och "Wait till next year" förekom båda även på skivan "Forty" från 1969. "Come on home to me" och "La Lady" var båda med på "Requiem for an almost lady" från 1971.

## Låtlista
1. "Mother Country music" (Joe Nixon)
2. "I've Got To Be Moving" (Russel Strange)
3. "The Rising Star" (Robert Sanders)
4. "Come On Home To Me" (Lee Hazlewood)
5. "It's For My Dad" (Lana Chapel)
6. "Let's Burn Down The Cornfield" (Randy Newman)
7. "Hello Saturday Morning" (Gerald House)
8. "Wait Till Next Year" (Randy Newman)
9. "La Lady" (Lee Hazlewood)
10. "Paris Bells" (Joe Mark, Alun Davies)
11. "Kung Fu You" (Joe Nixon, Doug Gilmore)
12. "It Was A Very Good Year" (Ervin Drake)